# Diasemia accalis
Diasemia accalis är en fjärilsart som beskrevs av Francis Walker 1859. Diasemia accalis ingår i släktet Diasemia och familjen gräsmott, Crambidae. Inga underarter finns listade i Catalogue of Life.